# Eickhorst (Vordorf)
Eickhorst ist ein Ortsteil der Gemeinde Vordorf in Niedersachsen. Die Ortschaft hat etwa 480 Einwohner und ist Teil der Samtgemeinde Papenteich im Landkreis Gifhorn.

## Geographie

### Geographische Lage
Eickhorst grenzt direkt an die Stadt Braunschweig. Zusammen mit dem Ortsteil Rethen gehört Eickhorst zur Gemeinde Vordorf (Landkreis Gifhorn). Eickhorst befindet sich dabei etwa zwei Kilometer westlich des Hauptortes. Nächstgelegene Mittel- und Oberzentren sind neben Braunschweig Wolfsburg, Salzgitter, Wolfenbüttel, Gifhorn, Peine und Celle. Nahe bei Eickhorst fließt der Bickgraben von Vordorf in Richtung Lagesbüttel.

### Geologie
Die Ortschaft liegt am südlichen Rand der sandig-lehmigen Hochfläche des Papenteich an der Grenze zu Braunschweig. Südlich schließt sich der Braunschweiger Staatsforst an. Die Landschaft um Eickhorst weist nur äußerst geringe Höhenunterschiede auf.

## Bevölkerung

### Bevölkerungsentwicklung
Die Bevölkerungsentwicklung in historischer Zeit ist für Eickhorst unabhängig von der Gemeinde Vordorf belegt. Seit der Eingemeindung und der Gründung der Samtgemeinde 1974 wurde die Einwohnerentwicklung für den Ort Eickhorst von der Samtgemeinde Papenteich dokumentiert. Zum 31. Dezember 2006 hatte Eickhorst 477 Einwohner.
Einen starken Zuwachs der Einwohnerzahlen erlebte Eickhorst, wie fast alle Orte der Samtgemeinde, infolge des Zweiten Weltkrieges durch Flüchtlinge und Vertriebene, die sich im Ort niederließen.
Den letzten starken Schub gab es in den 1990er Jahren. Durch Ausweisung neuer Baugebiete  kam es zu einer Suburbanisierung. Begünstigt wurde dies durch die Ortslage in nur geringer Entfernung zu Braunschweig, Wolfsburg und dem nahen Anschluss zur Autobahn 2. Laut Modellrechnungen wird die Einwohnerzahl von Eickhorst, wie die des gesamten Papenteich, auch in den nächsten Jahrzehnten durch diese Faktoren weiter wachsen.

### Sprache
Siehe Hauptartikel: Sprache in der Samtgemeinde Papenteich

Eickhorst gehört dem Hochdeutschen Sprachraum an. Bis zum Zweiten Weltkrieg wurde noch eine Mischung aus Braunschweigerischen und dem Papenteicher Dialekt gesprochen. Durch die Einführung von Hochdeutsch als Schulsprache wurde dieser Dialekt fast vollständig verdrängt.

## Geschichte

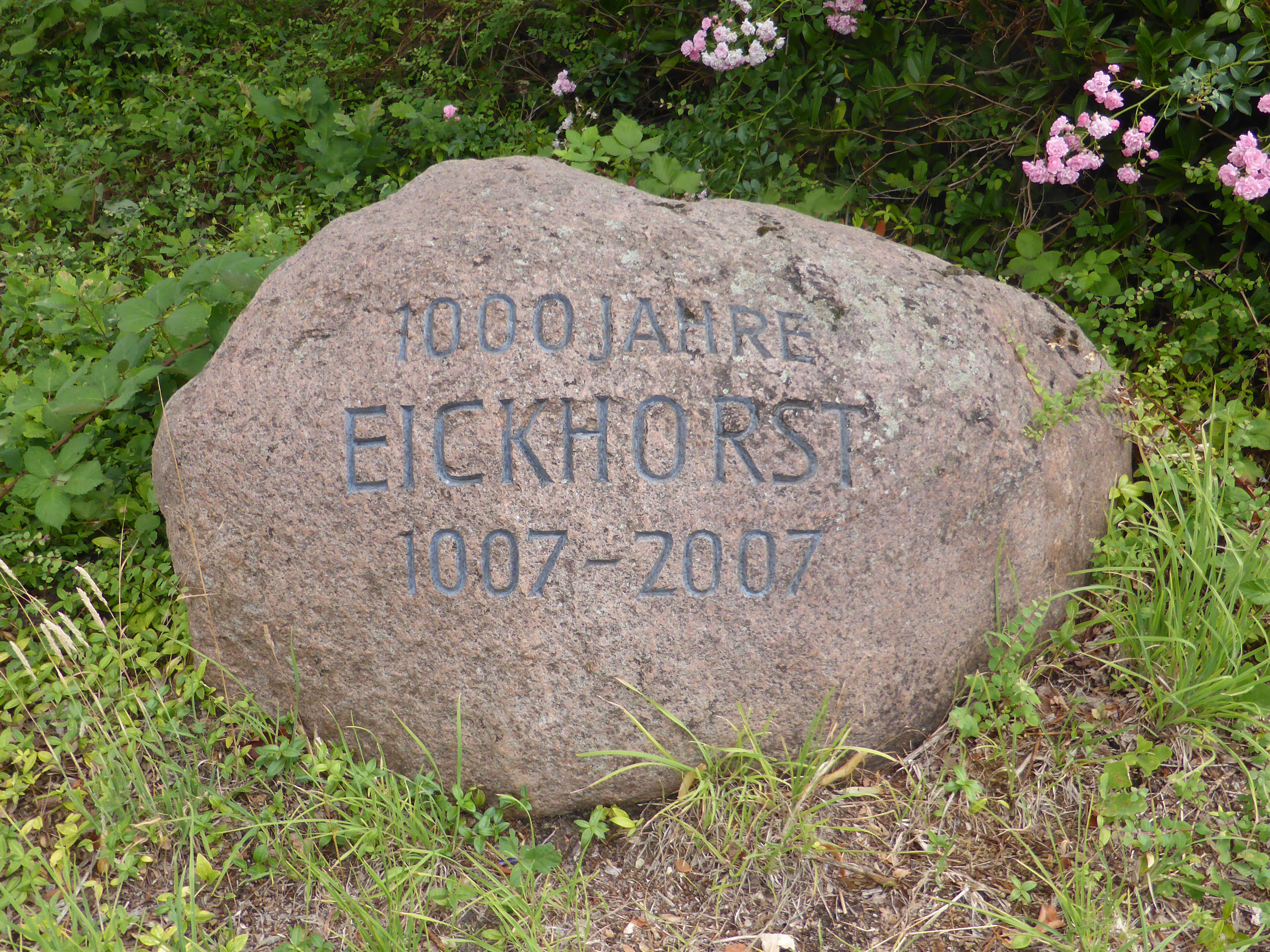
Gedenkstein

Die erste urkundliche Erwähnung Eickhorsts ist für das Jahr 1007 unter dem Namen „Hechorst“ nachgewiesen. In den Steterburger Annalen vom 24. Januar 1007 nahm der König Heinrich II. (HRR) das Stift Steterburg (Thiede) mit all seinen Besitzungen unter seinen Schutz. Unter den aufgezählten Ortschaften befindet sich auch Eickhorst.
Aus Anlass des tausendjährigen Bestehens Eickhorsts wurde in der Ortsmitte ein Findling mit der Inschrift "1000 Jahre Eickhorst - 1007 - 2007" gesetzt.
Am 1. März 1974 wurde Eickhorst in die Gemeinde Vordorf eingegliedert.